# Русенборг

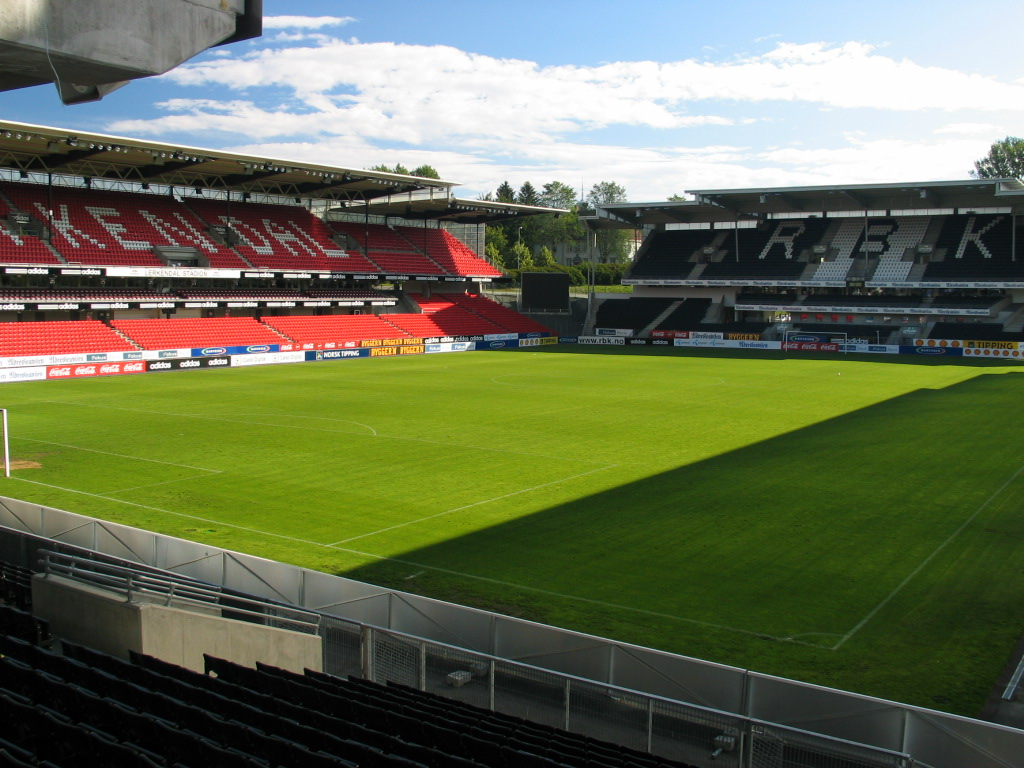
Домашний стадион клуба арена «Леркендал»

«Ру́сенборг» (норв. Rosenborg Ballklub) — норвежский профессиональный футбольный клуб из города Тронхейм. Основан в 1917 году. Домашние матчи проводит на стадионе «Леркендал» общей вместимостью свыше 20 000 зрителей. Действующий участник Элитсерии, высшего дивизиона чемпионата Норвегии по футболу.
Самый титулованный футбольный клуб Норвегии: рекордсмен по числу побед в чемпионате (26) и кубке (12).

## История клуба

### Ранние годы (1917—1959)
Футбольный клуб из города Тронхейм появился 19 мая 1917 года под названием «Одд». Это название было взято у самого успешного на тот момент норвежского клуба «Одд Шиен». Первые несколько лет клуб играл в местных лигах и лишь в 1920 году впервые предпринял попытку принять участие в региональных соревнованиях. Однако ему, как и многим другим клубам, созданным маленькой группой людей, было отказано, поскольку футболисты клуба играли параллельно и в других командах, более высокого класса. В 1923 году игроки, разочаровавшись, начали уходить из команды, которая вследствие этого провела в году всего один матч. Однако в 1926 году руководство клуба нашло новых футболистов, и после долгих попыток клубу наконец удалось зарегистрироваться в региональной лиге. Год спустя всё было готово для вступления клуба в Футбольную Ассоциацию Норвегии. Но перед этим клуб обязали сменить название, поскольку было запрещено иметь в Лиге клубы с одинаковым названием. Так, 26 октября 1928 года клуб получил своё нынешнее название «Русенборг». Это имя происходит от названия одного из крупнейших районов Тронхейма. Поначалу «Русенборг» довольствовался лишь передвижениями по региональным лигам. Но в 1931 году «Русенборг» дебютировал в высшем дивизионе норвежского чемпионата, а в 1933 году — в Кубке Норвегии. В это время клуб начал задумываться о проекте стадиона «Леркендал», который, впрочем, осуществился только после войны.

### Прорыв (1960—1968)
Толчком к успешным выступлениям клуба в 1960-х годах и позже стало развитие юношеской академии, которая с самого начала считалась одной из самых сильных в Норвегии. Бурное развитие клуба началось в послевоенные годы. В 1947 году клуб переехал на стадион «Леркендал», а в 1960 году «Русенборг» выиграл свой первый трофей — Кубок Норвегии, обыграв в финале клуб «Одд Скиен», который доминировал в то время в норвежском футболе. Команде не помешало даже то обстоятельство, что матч пришлось переигрывать. Также в 1960 году Русенборг впервые вышел в Главную Лигу (норв. Hovedserien) норвежского футбола. В 1964 году «Русенборг» вновь выиграл Кубок, но вылетел во Второй Дивизион, где играл с 1963 по 1966 гг. Зато через год после возвращения в элиту, в 1967 году, клуб впервые стал чемпионом страны. В следующем сезоне игрок клуба Нильс Арне Эгген был назван игроком года, а другой игрок «Русенборга» Одд Иверсен стал лучшим бомбардиром чемпионата, забив 30 голов в 18 матчах. В 1969 году клуб выиграл чемпионат во второй раз. К концу 60-х гг. стало ясно, что «Русенборг» вошёл в элиту норвежского футбола.
В 1964 году «Русенборг» дебютировал на международной арене в Кубке обладателей кубков, а в 1967 году — в Кубке чемпионов в матче против венского «Рапида».

### Взлеты и падения (1969—1987)

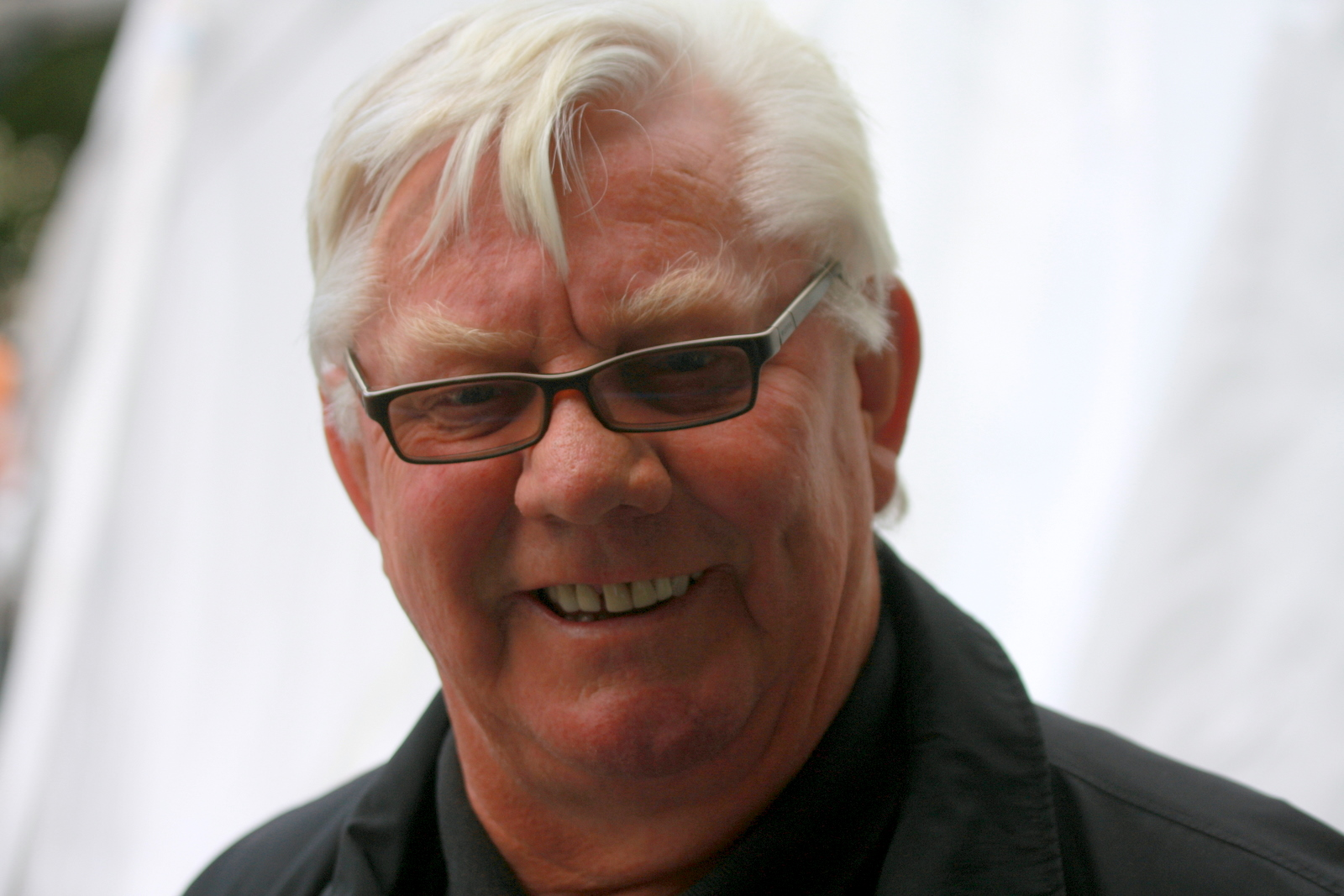
Нильс Арне Эгген

В 1969 году клуб нанял в качестве главного тренера Джорджа Кёртиса, который привил команде новую схему 4-4-2, а также сделал ставку на более организованную игру с упором на тактику. Это принесло свои плоды и в тот же год «Русенборг» стал чемпионом в третий раз в своей истории. Однако после ухода из клуба ведущих игроков — Одда Иверсена и Гаральда Сунде — команда перестала забивать голы и не смогла удержать титул в 1970 году. Кёртиса раскритиковали за приверженность к оборонительному стилю игры и на его пост был назначен недавно завершивший карьеру Нильс Арне Эгген. Под его руководством «Русенборг» впервые сделал золотой дубль. Однако последующие сезоны не были такими успешными. Два года подряд клуб проигрывал в финалах Кубка страны, а в 1974 году «Русенборг» потерпел самое крупное поражение в своей истории от шотландского «Хиберниана» (1:9). В 1977 году «Русенборг» одержал в чемпионате всего одну победу и вылетел во вторую лигу.
Со сменой в 1978 году главного спонсора клуба (им стал крупный немецкий угледобывающий концерн «Бракка») дела клуба несколько улучшились, «Русенборг» вернулся в элиту, а 35-летняя легенда клуба Одд Иверсен стал лучшим бомбардиром турнира в четвёртый раз в своей карьере. Однако по-прежнему плелся в середине турнирной таблицы на протяжении нескольких сезонов. Только в 1985 году клуб вновь после долгого перерыва стал чемпионом. В последнем матче команда обыграла «Лиллестрём», что позволило её на одно очко обогнать второе место.

### Золотая Эра (1987—2004)
В 1987 году в «Русенборг» вернулся Нильс Арне Эгген, и с его приходом началась золотая эра клуба. Опередив «Мосс», «Русенборг» стал чемпионом Норвегии, а год спустя ему опять удался золотой дубль, причем в команде появилось много молодых талантливых игроков. Также финансовые вливания в клуб сделал новый спонсор, что позволило ему стать полностью профессиональным. В 1990 году «Русенборг» сделал золотой дубль в третий раз. В дальнейшем успехи клуба следовали друг за другом. В отличие от тактики сборной Норвегии, уповающей на игру от обороны, «Русенборг» смог добиться результата благодаря яркой и привлекательной атакующей игре. С 1992 по 2004 годы клуб 13 раз подряд становился чемпионом страны, добавив к ним 5 Кубков Норвегии. В 1996 году «Русенборг» одержал самую крупную победу в своей истории над «Бранном» из Бергена со счетом 10:0. Выйдя в 1995 году впервые в Лигу чемпионов, клуб из Тронхейма обеспечил себе стабильное финансирование. «Русенборг» всегда мог предложить молодым талантам лучшие условия контракта плюс постоянное участие в еврокубках.

### Европейские похождения (1995—2007)

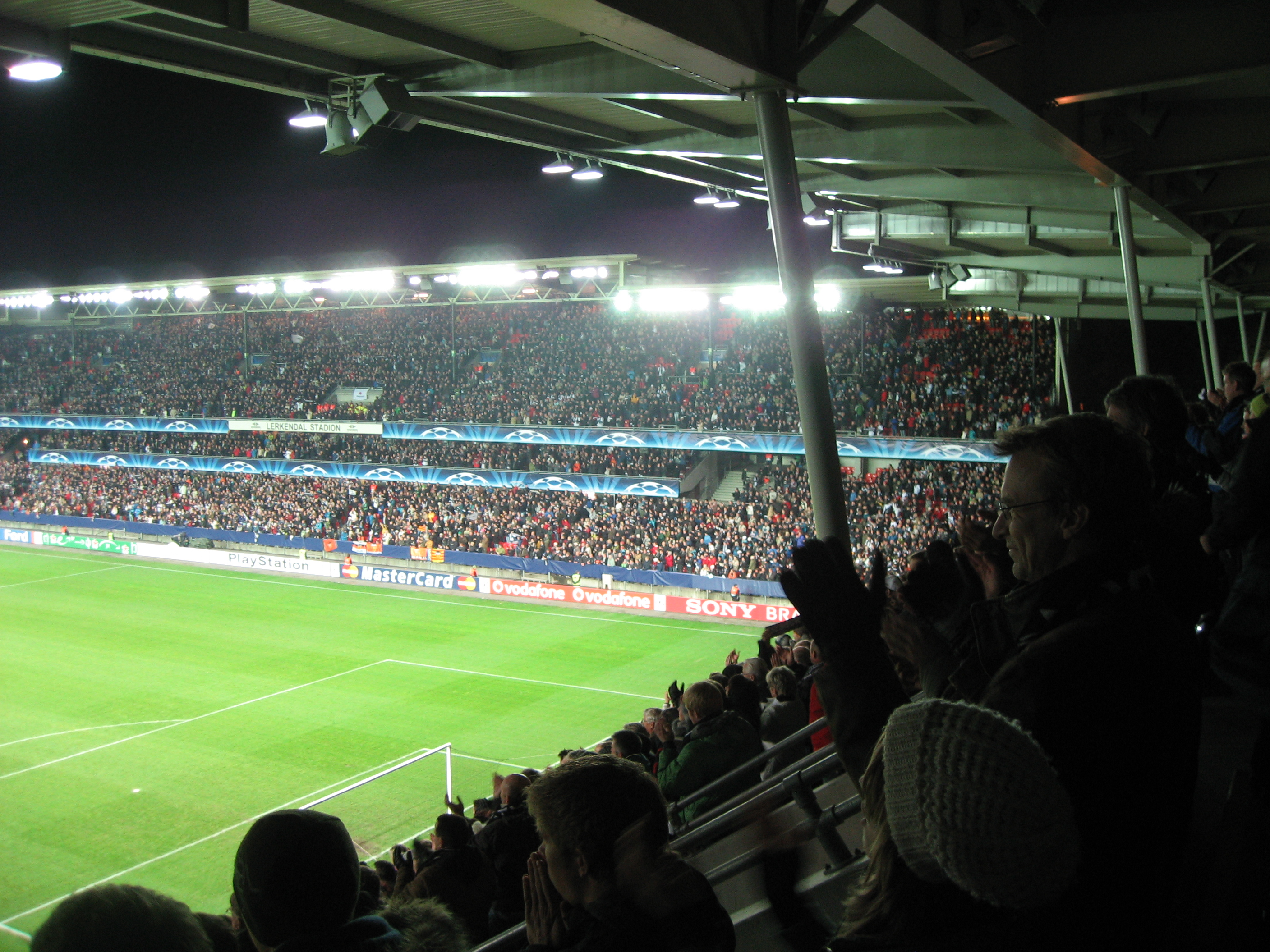
Русенборг — Валенсия

С 1995 по 2002 годы клуб регулярно участвовал в Лиге чемпионов.
С 1995 по 2006 гг. команда 11 раз участвовала в групповом этапе Лиги. Причем участвовала 8 раз подряд (с 1995 по 2002 гг.), что было рекордом до 2004 года, когда Манчестер Юнайтед принял участие в групповой стадии 9 раз подряд.
В сезоне 1996/1997 всё шло к тому, что «Русенборг» вылетит из группы, но и Милан терял очки, и все решалось в последнем туре. Милан был побежден 2-1 на Сан-Сиро, а команда из Норвегии пробилась в четвертьфинал, где уступила по сумме 2 встреч Ювентусу 1-3.
В сезоне 1999/2000 «Русенборг» занял первое место в первом групповом этапе, выиграв у Боруссии из Дортмунда 3-0.
Из других важных побед наиболее выделяются победа 2-0 над Реалом и 5-1 над Олимпиакосом в сезоне 1997—1998.
Затруднения у норвежцев вызвали поединки с французскими клубами. Так, в 2000 году Русенборг проиграл ПСЖ 2-7, а 2 года спустя — Олимпику из Лиона 0-5.

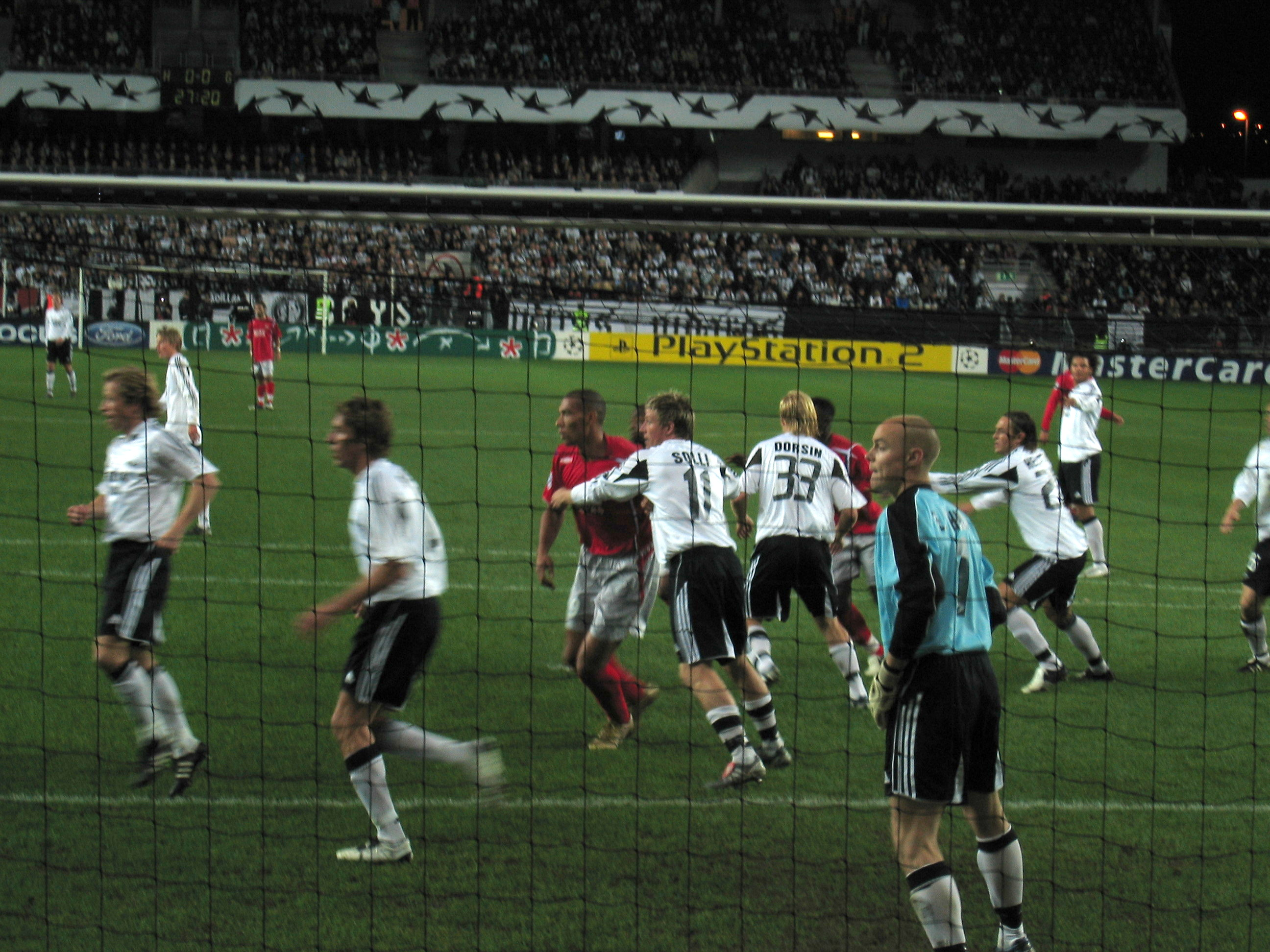
В игре против Лиона

В 2002 году в домашнем матче Лиги чемпионов против «Лиона» проводил свой последний матч в карьере легендарный игрок клуба Бент Скаммельсруд. После окончания матча более 20000 зрителей стоя провожали игрока аплодисментами в течение 30 (!) минут.
Клуб не прошёл в групповой этап в 2003 году, проиграв испанскому Депортиво, но снова квалифицировался в 2004 году, переиграв Маккаби из Хайфы. Также в 2005 году, несмотря на неудачный сезон, «Русенборг» обыграл «Стяуа» 4:3 и вновь прошёл в групповую стадию. В 2007 году, в 11-й раз квалифицировавшийся «Русенборг» сыграл вничью 1-1 с Челси и дважды выиграл у Валенсии с одинаковым счетом 2-0.

### Новое тысячелетие (2000—2010)
В конце 2002 года с поста главного тренера ушёл Нильс Арне Эгген. Вместо него пришёл Оге Харейде, до этого выигрывавший датскую и шведскую премьер-лигу с Брондбю и Хельсингборгом соответственно.
Харейде в своей работе сделал ставку на укрепление защиты, мотивировав это желанием успешнее выступать в еврокубках, но при этом не пожертвовал привлекательной атакующей игрой. Также Оге решил обновить состав, который к тому времени был уже довольно возрастным — многие игроки были задействованы в команде ещё в 1990-х годах. Первой «жертвой» такой политики стал Бент Скаммельсруд, вскоре решивший завершить карьеру футболиста.
Под руководством нового тренера «Русенборг» вновь выиграл лигу, проиграв по ходу сезона всего трижды и обогнав ближайшего преследователя («Будё/Глимт») на 14 очков. Чуть позже клуб оформил 7-й в своей истории дубль, обыграв в финале Кубка всё тот же «Будё/Глимт». Несмотря на то, что «Русенборг» не смог пробиться в Лигу чемпионов, команда успешно выступала в чемпионате страны и в следующем сезоне, что дало повод говорить о правильном пути проведения реформ Харейде. Однако в декабре Оге получил предложение возглавить сборную Норвегии и не смог отказать. Таким образом, 2003 год остался единственным сезоном, когда команду возглавлял Оге Харейде. Ему на смену пришёл его помощник, Ола Бю Риисе, известный в прошлом вратарь, а позже тренер вратарей «Русенборга».

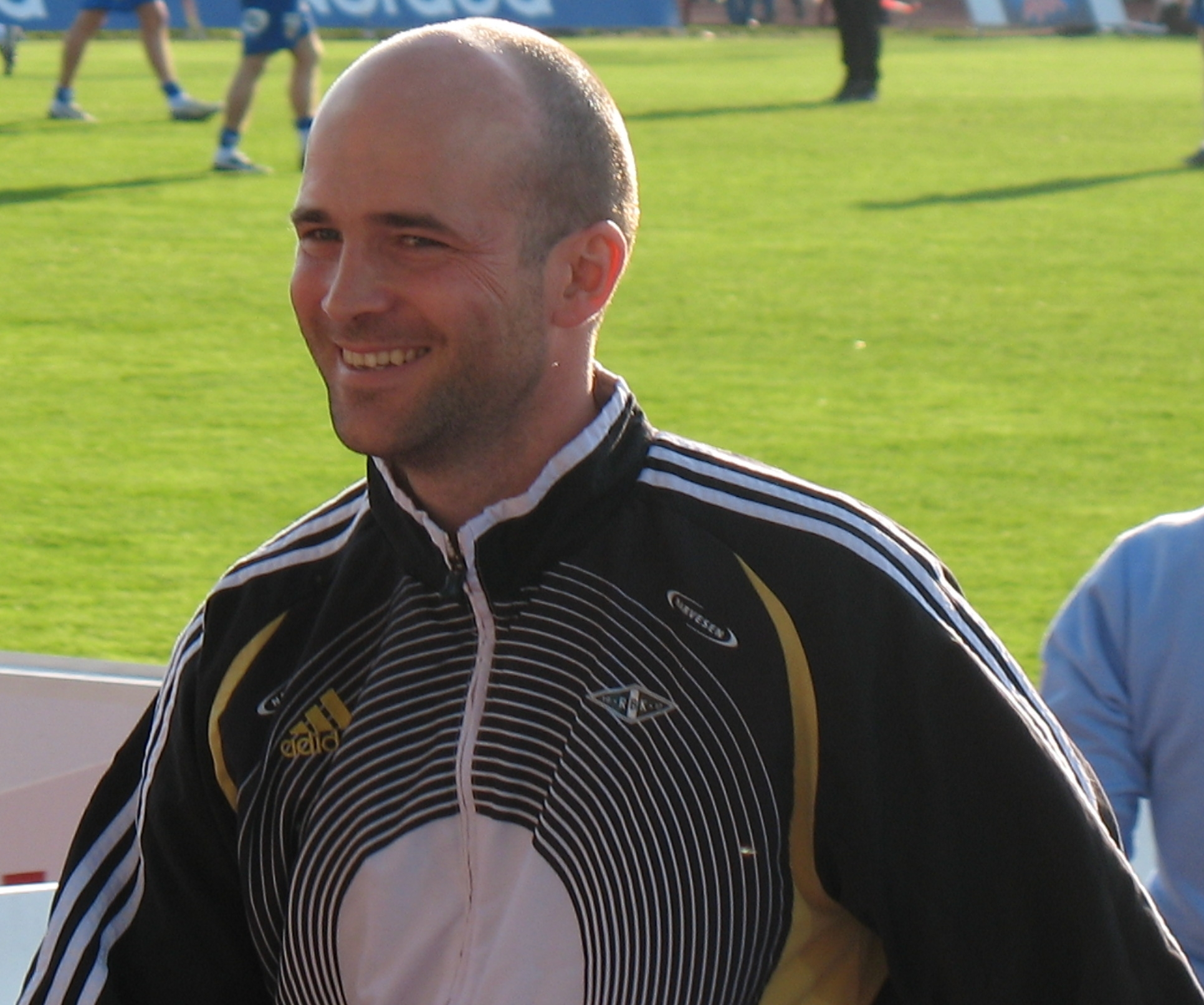
Кнут Терум

После ухода Харейде «Русенборг» так и не смог до конца завершить начатые реформы. Также в лиге возросла конкуренция между клубами, так как в норвежский футбол стали вкладываться спонсорские деньги. У клуба из Тронхейма больше не было возможности играть на внутренней арене «в полноги».
В 2004 году клуб стал чемпионом, но только по лучшей разнице забитых и пропущенных мячей. Контракт Риисе был расторгнут в октябре, хотя тот и сумел провести Русенборг в Лигу чемпионов. В ноябре в команду вернулся Нильс Арне Эгген, но в качестве советника главного тренера, которым был назначен Пер Йоар Хансен. Бьорн Хансен и Руне Шарсфьорд стали помощниками тренера.
2005 год стал разочарованием для клуба. Команда большую часть сезона боролась за выживание. Эгген и Йоар Хансен покинули свои посты, а в августе главным тренером стал Пер-Матиас Хёгму. Первые месяцы команда проигрывала и рано вылетела из Кубка, но под конец набрала форму и сумела занять 3 место в группе Лиги чемпионов, выйдя в Кубок УЕФА.
Весной 2006 года «Русенборг» продолжил буксовать. В середине сезона «Бранн», шедший на 1 месте, опережал его на 10 очков. 27 июля в отставку подал Хёгмо. Его помощник Кнут Терум был назначен главным тренером. В третий раз за 3 года клуб возглавил бывший помощник тренера. На этот раз это был успешный шаг. «Русенборг» выиграл 8 игр подряд, догнав и перегнав «Бранн». 22 октября эти 2 клуба сыграли между собой, а эту игру окрестили «величайшей битвой со времен Стиклестада». «Русенборг» одержал победу и оторвался на 6 очков от второго места за 2 тура до окончания чемпионата. В следующем туре команда обыграла «Викинг» из Ставангера, став чемпионом Норвегии в 20-й раз. Тёрум подписал долгосрочные контракт с клубом. 1 февраля 2007 года из клуба ушёл директор — Руне Братсет, обозначав как одну из причин давление со стороны СМИ. На его место с 1 августа пришёл Кнут Торбьёрн Эгген, сын Нильса Арне Эггена.
Несмотря на положительный результат в 2006 году, Кнут Тёрум был вынужден покинуть свой пост 25 октября 2007 из-за разногласий с президентом клуба. До конца сезона командой руководил Тронн Хенриксен, а Русенборг занял в том сезоне 5 место. Тронн Солльед, который покинул клуб в 1998 году, получил предложение занять место главного тренера, однако отказался, чем удивил журналистов, которые задолго до этого уже говорили о его переходе как о свершившемся факте.
Вместо этого 28 декабря 2007 года на посту главного тренера был назначен Эрик Хамрен. Он начал тренировать «Русенборг» 1 июня 2008 года, после того, как выполнил условия контракта с «Ольборгом». Незадолго до приезда Хамрена президент Эгген-младший объявил о своей отставке. Пресса говорила о том, что Эрик Хамрен решил захватил всю полноту власти в свои руки. 27 июля 2008 года «Русенборг» стал первым и единственным норвежским клубом, выигравшим Кубок Интертото, но собственно кубок не получил, так как по регламенту соревнования он вручается команде, которая, получив право участвовать в Кубке УЕФА, продвигалась в нём дальше всех других победителей Интертото. Наряду с этим клуб второй год подряд занял во внутреннем чемпионате 5 место.
Перед сезоном-2009 Эрик Хамрен ввел в состав нескольких новых игроков, в том числе и Раде Прицу, которого хорошо знал по работе с «Ольборгом». В 2009 году «Русенборг» проиграл всего 1 матч (2-3 против «Старта»), набрал 69 очков и опередил на 13 очков шедший вторым «Мольде». Однако очередного дубля не случилось: в 1/4 финала клуб уступил «Мольде» 0-5. «Русенборг» отыгрался в конце сентября, когда выиграл у «Мольде» и обеспечил себе 21 титул в истории.
20 мая 2010 года на посту главного тренера был вновь утвержден Нильс Арне Эгген. Эрик Хамрен ушёл работать со сборной Швеции. Последний матч под его руководством прошёл 21 мая в Ставангере, где Русенборг одержал победу 2-1 над местным «Викингом».
26 июля было объявлено, что тренер «Стабека» Ян Йонссон возглавит команду в сезоне-2011.
24 октября «Русенборг» обыграл «Тромсё» 1-0 и стал 22-кратным чемпионом Норвегии. «Русенборг» также остался непобежденным на протяжении всего сезона, закончив его ничьей 2-2 с «Олесунн» 7 ноября.

### Затяжной кризис (2011—2014)

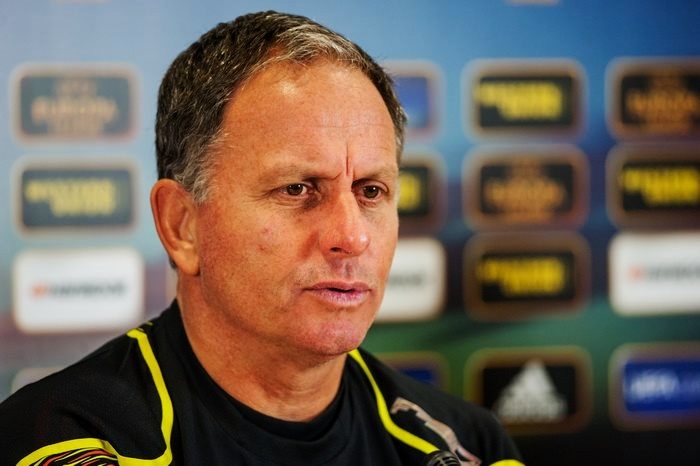
Ян Йонссон

Следующие два сезона «Русенборгом» руководит Ян Йонссон. Главным достижение его работы стало преодоление «Русенборгом» четырёх квалификационных раундов Лиги Европы летом 2012 года. Во внутреннем первенстве, тронхеймцы два раза подряд занимают третью строчку. Такое положение дел явно не устраивает руководство «Русенборга», и в декабре 2012 года Ян Йонссон был отправлен в отставку.
14 декабря 2012 года было объявлено, что новым главным тренером Русенборга стал Пер Йоар Хансен, до этого работавший с молодёжной национальной сборной Норвегии.
В сезоне 2013 года, «Русенборг» уступает в чемпионской гонке «Стрёмсгодсету», а 24 ноября проигрывает в финале Кубка Норвегии «Мольде» 2-4.
А уже в следующем году, «Русенборг» попал в тяжелейший игровой кризис. Команда плелась в середине турнирной таблицы, чередуя внезрачные игры. Апогеем всего этого, стал 4 июня, когда «Русенборг» проиграл на «Леркендал» своему фарм-клубу «Ранхейм» в рамках Кубка Норвегии.
Вскоре после этого, Пер Йоар Хансен был отправлен в отставку, а на его место был назначен Коре Ингебригтсен. Первые недели работы Ингебригтсена в «Русенборге» не были похожи на медовый месяц. Отыграв на поле ирландского клуба «Слайго Роверс» домашнее поражение в квалификации Лиги Европы, команда из Тронхейма проиграла «Мольде» и "Стабеку, пропустив при этом семь голов, а также вылетела из Европы от «Карабюкспора» из-за гола, пропущенного на своем поле. Но затем игра «Русенборга» все больше и больше стала напоминать классические образцы той команды, которая в свое время была регулярным участником Лиги чемпионов. Русенборг мощно провел концовку прошлого сезона, обойдя «Одд» в борьбе за второе место, но отстав от чемпиона «Мольде» сразу на 11 очков.

### Возрождение (2015—н.в.)
После впечатляющей предсезонки команда из Тронхейма уверенно стартовала в чемпионате, демонстрируя агрессивный атакующий футбол, который вернул болельщиков на стадион.
25 октября 2015 года в выездном матче с «Стрёмсгодсетом» «Русенборг» добился ничейного счета 3:3, что позволило клубу из Тронхейма за 2 тура до окончания чемпионата оформить свой 23-й чемпионский титул, а чуть позже и выиграть Кубок Норвегии.
На следующий год, в сезоне 2016 года, «Русенборг» вновь повторяет свой успех, оформив очередной «золотой дубль».

## Стадион
Домашним стадионом «Русенборга» является «Леркендал». Он был открыт 10 августа 1947, а в 1996 был реконструирован, что также повторилось с декабря 2000 по октябрь 2002 гг.
Вместительность стадиона 21,166 человек. Наибольшая посещаемость — 28,569 человек (по информации Adresseavisen — 28,619 человек) в матче против «Лиллестрёма» в 1985 году. Однако, интерес к этому матчу был слишком большой, поэтому пришлось открыть все входные ворота, и поэтому болельщиков в конечном счете было намного больше.
Размеры поля — 105 × 68 м.

## Болельщики

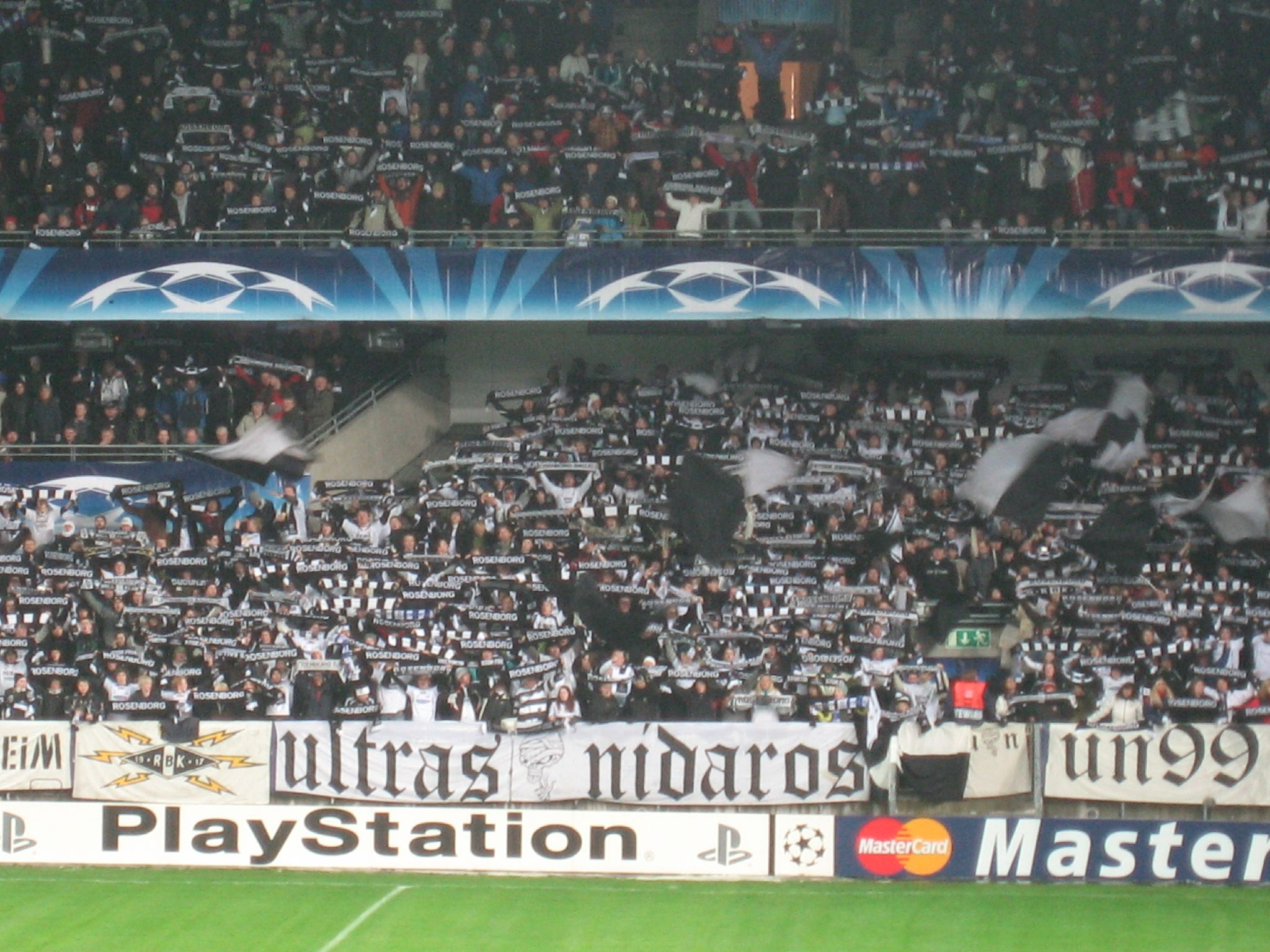
Kjerner

Долгое время болельщики Русенборга не отличались особенно ярым поведением. Матчи протекали на довольно тихом стадионе. Разве только когда Русенборг забивал гол, все вскакивали и кричали «Да». А когда мяч проходил мимо цели, стадион выкрикивал — «Нет».
В дальнейшем отношение болельщиков к своему клубу резко изменилось: если раньше болели молча, то теперь атмосфера на стадионе настолько изменилась, что фанатов Русенборга стали сравнивать с турецкими болельщиками. Это произошло после того, как образовалось фанатское движение Kjerner. В переводе с норвежского это слово обозначает «Ядро». Эти болельщики следуют за своим клубом по всей Норвегии и часто выезжают на матчи Лиги чемпионов.

## Достижения

### Национальные
- Типпелига
  - Чемпион (26) (рекорд): 1967, 1969, 1971, 1985, 1988, 1990, 1992, 1993, 1994, 1995, 1996, 1997, 1998, 1999, 2000, 2001, 2002, 2003, 2004, 2006, 2009, 2010, 2015, 2016, 2017, 2018
  - Вице-чемпион (7): 1968, 1970, 1973, 1989, 1991, 2013, 2014
  - Бронзовый призёр (4): 1981, 2011, 2012, 2019, 2022
- Кубок Норвегии
  - Победитель (12) (рекорд): 1960, 1964, 1971, 1988, 1990, 1992, 1995, 1999, 2003, 2015, 2016, 2018
  - Финалист (6): 1967, 1972, 1973, 1991, 1998, 2013
- Суперкубок Норвегии
  - Победитель (3): 2010, 2017, 2018

### Международные
- Кубок Интертото
  - Победитель (1): 2008
- Кубок Ла Манга
  - Победитель (3) (рекорд): 1999, 2001, 2003

## Статистика выступлений

### Чемпионат Норвегии
| Сезон | Дивизион   | Место | И  | В  | Н  | П  | М     | О  | Бомбардир                          |
| ----- | ---------- | ----- | -- | -- | -- | -- | ----- | -- | ---------------------------------- |
| 1981  | 1 дивизион | 3     | 22 | 9  | 8  | 5  | 35-24 | 26 | Одд Иверсен — 9 мячей.             |
| 1982  | 1 дивизион | 6     | 22 | 7  | 9  | 6  | 32-29 | 23 | Сверре Брандхауг — 9 мячей.        |
| 1983  | 1 дивизион | 7     | 22 | 7  | 7  | 8  | 41-38 | 21 | Ховард Муэн — 8 мячей.             |
| 1984  | 1 дивизион | 6     | 22 | 8  | 7  | 7  | 36-37 | 23 | Сверре Брандхауг — 13 мячей.       |
| 1985  | 1 дивизион | 1     | 22 | 15 | 3  | 4  | 43-22 | 33 | Йёран Сёрлот — 10 мячей.           |
| 1986  | 1 дивизион | 8     | 22 | 8  | 5  | 9  | 28-28 | 21 | Сверре Брандхауг — 7 мячей.        |
| 1987  | 1 дивизион | 4     | 22 | 8  | 11 | 3  | 33-25 | 39 | Андрэ Ниувлаат — 9 мячей.          |
| 1988  | 1 дивизион | 1     | 22 | 14 | 5  | 3  | 54-23 | 47 | Йёран Сёрлот — 10 мячей.           |
| 1989  | 1 дивизион | 2     | 22 | 13 | 5  | 4  | 56-29 | 44 | Ян Ивар Якобсен — 18 мячей.        |
| 1990  | Типпелига  | 1     | 22 | 13 | 5  | 4  | 60-24 | 44 | Ян Ивар Якобсен — 17 мячей.        |
| 1991  | Типпелига  | 2     | 22 | 10 | 6  | 6  | 38-28 | 36 | Карл Петтер Лёкен — 12 мячей.      |
| 1992  | Типпелига  | 1     | 22 | 14 | 4  | 4  | 58-19 | 46 | Торе Андре Далум — 13 мячей.       |
| 1993  | Типпелига  | 1     | 22 | 14 | 5  | 3  | 47-30 | 47 | Йёран Сёрлот — 7 мячей.            |
| 1994  | Типпелига  | 1     | 22 | 15 | 4  | 3  | 70-23 | 49 | Харальд Браттбакк — 17 мячей.      |
| 1995  | Типпелига  | 1     | 26 | 19 | 5  | 2  | 78-29 | 62 | Харальд Браттбакк — 26 мячей.      |
| 1996  | Типпелига  | 1     | 26 | 18 | 5  | 3  | 82-26 | 59 | Харальд Браттбакк — 28 мячей.      |
| 1997  | Типпелига  | 1     | 26 | 18 | 7  | 1  | 87-20 | 61 | Сигурд Русфельд — 25 мячей.        |
| 1998  | Типпелига  | 1     | 26 | 20 | 3  | 3  | 79-23 | 63 | Сигурд Русфельд — 27 мячей.        |
| 1999  | Типпелига  | 1     | 26 | 18 | 2  | 6  | 75-33 | 56 | Джон Карью — 17 мячей.             |
| 2000  | Типпелига  | 1     | 26 | 16 | 6  | 4  | 61-26 | 54 | Фруде Йонсен — 12 мячей.           |
| 2001  | Типпелига  | 1     | 26 | 17 | 6  | 3  | 71-30 | 57 | Фруде Йонсен — 17 мячей.           |
| 2002  | Типпелига  | 1     | 26 | 17 | 5  | 4  | 57-30 | 56 | Харальд Браттбакк — 17 мячей.      |
| 2003  | Типпелига  | 1     | 26 | 19 | 4  | 3  | 68-28 | 61 | Харальд Браттбакк — 17 мячей.      |
| 2004  | Типпелига  | 1     | 26 | 14 | 6  | 6  | 52-34 | 48 | Фруде Йонсен — 19 мячей.           |
| 2005  | Типпелига  | 7     | 26 | 10 | 4  | 12 | 50-42 | 34 | Торстейн Хельстад — 13 мячей.      |
| 2006  | Типпелига  | 1     | 26 | 15 | 8  | 3  | 47-24 | 53 | Стеффен Иверсен — 17 мячей.        |
| 2007  | Типпелига  | 5     | 26 | 12 | 5  | 9  | 53-39 | 41 | Стеффен Иверсен — 13 мячей.        |
| 2008  | Типпелига  | 5     | 26 | 11 | 6  | 9  | 40-31 | 39 | Стеффен Иверсен — 10 мячей.        |
| 2009  | Типпелига  | 1     | 30 | 20 | 9  | 1  | 60-22 | 69 | Раде Прица — 17 мячей.             |
| 2010  | Типпелига  | 1     | 30 | 19 | 11 | 0  | 58-24 | 68 | Стеффен Иверсен — 14 мячей.        |
| 2011  | Типпелига  | 3     | 30 | 14 | 7  | 9  | 69-44 | 49 | Раде Прица — 16 мячей.             |
| 2012  | Типпелига  | 3     | 30 | 15 | 10 | 5  | 53-26 | 55 | Раде Прица — 11 мячей.             |
| 2013  | Типпелига  | 2     | 30 | 18 | 8  | 4  | 50-25 | 62 | Джон Чибуике — 9 мячей.            |
| 2014  | Типпелига  | 2     | 30 | 18 | 6  | 6  | 64-43 | 60 | Александр Седерлунд — 13 мячей.    |
| 2015  | Типпелига  | 1     | 30 | 21 | 6  | 3  | 73-27 | 69 | Александр Седерлунд — 22 мяча.     |
| 2016  | Типпелига  | 1     | 30 | 21 | 6  | 3  | 65-25 | 69 | Кристиан Гюткьер — 19 мячей.       |
| 2017  | Элитсерия  | 1     | 30 | 18 | 7  | 5  | 57-20 | 61 | Никлас Бентнер — 19 мячей.         |
| 2018  | Элитсерия  | 1     | 30 | 19 | 7  | 4  | 51-24 | 64 | Александр Седерлунд — 8 мячей.     |
| 2019  | Элитсерия  | 3     | 30 | 14 | 10 | 6  | 53-41 | 52 | Александр Седерлунд — 8 мячей.     |
| 2020  | Элитсерия  | 4     | 30 | 15 | 7  | 8  | 50-35 | 52 | Кристоффер Закариассен — 12 мячей. |
| 2021  | Элитсерия  | 5     | 30 | 13 | 9  | 8  | 58-42 | 48 | Стефано Веккья — 11 мячей.         |
| 2022  | Элитсерия  | 3     | 30 | 16 | 8  | 6  | 69-44 | 56 | Каспер Тенгстедт — 15 мячей.       |

## Выступления в еврокубках
| Сезон   | Турнир                      | Раунд                          | Соперник             | Дома   | В гостях | Общий счёт |  |
| ------- | --------------------------- | ------------------------------ | -------------------- | ------ | -------- | ---------- |  |
| 1965/66 | Кубок обладателей кубков    | Первый раунд                   | Рейкьявик            | 3:1    | 3:1      | 6:2        |  |
| 1965/66 | Кубок обладателей кубков    | Второй раунд                   | Динамо Киев          | 1:4    | 0:2      | 1:6        |  |
| 1968/69 | Кубок европейских чемпионов | Первый раунд                   | Рапид (Вена)         | 1:3    | 3:3      | 4:6        |  |
| 1969/70 | Кубок ярмарок               | Первый раунд                   | Саутгемптон          | 1:0    | 0:2      | 1:2        |  |
| 1970/71 | Кубок европейских чемпионов | Первый раунд                   | Стандард (Льеж)      | 0:2    | 0:5      | 0:7        |  |
| 1971/72 | Кубок УЕФА                  | Первый раунд                   | ХИФК                 | 3:0    | 1:0      | 4:0        |  |
| 1971/72 | Кубок УЕФА                  | Второй раунд                   | Льерс                | 4:1    | 0:3      | 4:4(г)     |  |
| 1972/73 | Кубок европейских чемпионов | Первый раунд                   | Селтик               | 1:3    | 1:2      | 2:5        |  |
| 1974/75 | Кубок УЕФА                  | Первый раунд                   | Хиберниан            | 2:3    | 1:9      | 3:12       |  |
| 1986/87 | Кубок европейских чемпионов | Первый раунд                   | Линфилд              | 1:0    | 1:1      | 2:1        |  |
| 1986/87 | Кубок европейских чемпионов | Второй раунд                   | Црвена звезда        | 0:3    | 1:4      | 1:7        |  |
| 1989/90 | Кубок европейских чемпионов | Первый раунд                   | Мехелен              | 0:0    | 0:5      | 0:5        |  |
| 1990/91 | Кубок УЕФА                  | Первый раунд                   | Черноморец (Одесса)  | 2:1    | 1:3      | 3:4        |  |
| 1991/92 | Кубок европейских чемпионов | Первый раунд                   | Сампдория            | 1:2    | 0:5      | 1:7        |  |
| 1992/93 | Кубок УЕФА                  | Первый раунд                   | Динамо (Москва)      | 2:0    | 1:5      | 3:5        |  |
| 1993/94 | Лига чемпионов УЕФА         | Предварительный раунд          | Авенир               | 1:0    | 2:0      | 3:0        |  |
| 1993/94 | Лига чемпионов УЕФА         | Первый раунд                   | Аустрия (Вена)       | 3:1    | 1:4      | 4:5        |  |
| 1994/95 | Кубок УЕФА                  | Предварительный раунд          | Гревенмахер          | 6:0    | 2:1      | 8:1        |  |
| 1994/95 | Кубок УЕФА                  | Первый раунд                   | Депортиво Ла-Корунья | 1:0    | 1:4(д)   | 2:4        |  |
| 1995/96 | Лига чемпионов УЕФА         | Квалификационный раунд         | Бешикташ             | 3:0    | 1:3      | 4:3        |  |
| 1995/96 | Лига чемпионов УЕФА         | Группа B                       | Спартак (Москва)     | 2:4    | 1:4      | 3-е        |  |
| 1995/96 | Лига чемпионов УЕФА         | Группа B                       | Легия                | 4:0    | 1:3      | 3-е        |  |
| 1995/96 | Лига чемпионов УЕФА         | Группа B                       | Блэкберн Роверс      | 2:1    | 1:4      | 3-е        |  |
| 1996/97 | Лига чемпионов УЕФА         | Квалификационный раунд         | Панатинаикос         | 3:0(д) | 0:1      | 3:1        |  |
| 1996/97 | Лига чемпионов УЕФА         | Группа D                       | Порту                | 0:1    | 0:3      | 2-е        |  |
| 1996/97 | Лига чемпионов УЕФА         | Группа D                       | Милан                | 1:4    | 2:1      | 2-е        |  |
| 1996/97 | Лига чемпионов УЕФА         | Группа D                       | Гётеборг             | 1:0    | 3:2      | 2-е        |  |
| 1996/97 | Лига чемпионов УЕФА         | 1/4 финала                     | Ювентус              | 1:1    | 0:2      | 1:3        |  |
| 1997/98 | Лига чемпионов УЕФА         | Второй отборочный раунд        | МТК Будапешт         | 3:1    | 1:0      | 4:1        |  |
| 1997/98 | Лига чемпионов УЕФА         | Группа D                       | Реал Мадрид          | 2:0    | 1:4      | 2-е        |  |
| 1997/98 | Лига чемпионов УЕФА         | Группа D                       | Олимпиакос           | 5:1    | 2:2      | 2-е        |  |
| 1997/98 | Лига чемпионов УЕФА         | Группа D                       | Порту                | 2:0    | 1:1      | 2-е        |  |
| 1998/99 | Лига чемпионов УЕФА         | Второй отборочный раунд        | Брюгге               | 2:0    | 2:4      | 4:4(г)     |  |
| 1998/99 | Лига чемпионов УЕФА         | Группа B                       | Ювентус              | 1:1    | 0:2      | 3-е        |  |
| 1998/99 | Лига чемпионов УЕФА         | Группа B                       | Галатасарай          | 3:0    | 0:3      | 3-е        |  |
| 1998/99 | Лига чемпионов УЕФА         | Группа B                       | Атлетик Бильбао      | 2:1    | 1:1      | 3-е        |  |
| 1999/00 | Лига чемпионов УЕФА         | Первый групповой этап/Группа C | Фейеноорд            | 2:2    | 0:1      | 1-е        |  |
| 1999/00 | Лига чемпионов УЕФА         | Первый групповой этап/Группа C | Боруссия Дортмунд    | 2:2    | 3:0      | 1-е        |  |
| 1999/00 | Лига чемпионов УЕФА         | Первый групповой этап/Группа C | Боавишта             | 2:0    | 3:0      | 1-е        |  |
| 1999/00 | Лига чемпионов УЕФА         | Второй групповой этап/Группа C | Бавария              | 1:1    | 1:2      | 4-е        |  |
| 1999/00 | Лига чемпионов УЕФА         | Второй групповой этап/Группа C | Реал Мадрид          | 0:1    | 1:3      | 4-е        |  |
| 1999/00 | Лига чемпионов УЕФА         | Второй групповой этап/Группа C | Динамо (Киев)        | 1:2    | 1:2      | 4-е        |  |
| 2000/01 | Лига чемпионов УЕФА         | Второй отборочный раунд        | Шелбурн              | 1:1    | 3:1      | 4:2        |  |
| 2000/01 | Лига чемпионов УЕФА         | Третий отборочный раунд        | Дунауйварош          | 2:1    | 2:2      | 4:3        |  |
| 2000/01 | Лига чемпионов УЕФА         | Первый групповой этап/Группа F | Бавария              | 1:1    | 1:3      | 3-е        |  |
| 2000/01 | Лига чемпионов УЕФА         | Первый групповой этап/Группа F | Пари Сен-Жермен      | 3:1    | 2:7      | 3-е        |  |
| 2000/01 | Лига чемпионов УЕФА         | Первый групповой этап/Группа F | Хельсинборг          | 6:1    | 0:2      | 3-е        |  |
| 2000/01 | Кубок УЕФА                  | Третий раунд                   | Депортиво Алавес     | 1:3    | 1:1      | 2:4        |  |
| 2001/02 | Лига чемпионов УЕФА         | Третий отборочный раунд        | Интер (Братислава)   | 4:0    | 3:3      | 7:3        |  |
| 2001/02 | Лига чемпионов УЕФА         | Первый групповой этап/Группа E | Ювентус              | 1:1    | 0:1      | 4-е        |  |
| 2001/02 | Лига чемпионов УЕФА         | Первый групповой этап/Группа E | Порту                | 1:2    | 0:1      | 4-е        |  |
| 2001/02 | Лига чемпионов УЕФА         | Первый групповой этап/Группа E | Селтик               | 2:0    | 0:1      | 4-е        |  |
| 2002/03 | Лига чемпионов УЕФА         | Третий отборочный раунд        | Брондбю              | 1:0    | 3:2      | 4:2        |  |
| 2002/03 | Лига чемпионов УЕФА         | Первый групповой этап/Группа D | Интернационале       | 2:2    | 0:3      | 4-е        |  |
| 2002/03 | Лига чемпионов УЕФА         | Первый групповой этап/Группа D | Аякс (Амстердам)     | 0:0    | 1:1      | 4-е        |  |
| 2002/03 | Лига чемпионов УЕФА         | Первый групповой этап/Группа D | Олимпик Лион         | 1:1    | 0:5      | 4-е        |  |
| 2003/04 | Лига чемпионов УЕФА         | Второй отборочный раунд        | Богемиан             | 4:0    | 1:0      | 5:0        |  |
| 2003/04 | Лига чемпионов УЕФА         | Третий отборочный раунд        | Депортиво Ла-Корунья | 0:0    | 0:1      | 0:1        |  |
| 2003/04 | Кубок УЕФА                  | Первый раунд                   | Вентспилс            | 6:0    | 4:1      | 10:1       |  |
| 2003/04 | Кубок УЕФА                  | Второй раунд                   | Црвена звезда        | 0:0    | 1:0      | 1:0        |  |
| 2003/04 | Кубок УЕФА                  | 1/16 финала                    | Бенфика              | 2:1    | 0:1      | 2:2(г)     |  |
| 2004/05 | Лига чемпионов УЕФА         | Второй отборочный раунд        | Шериф                | 2:1    | 2:0      | 4:1        |  |
| 2004/05 | Лига чемпионов УЕФА         | Третий отборочный раунд        | Маккаби (Хайфа)      | 2:1    | 3:2(д)   | 5:3        |  |
| 2004/05 | Лига чемпионов УЕФА         | Группа E                       | Арсенал              | 1:1    | 1:5      | 4-е        |  |
| 2004/05 | Лига чемпионов УЕФА         | Группа E                       | ПСВ                  | 1:2    | 0:1      | 4-е        |  |
| 2004/05 | Лига чемпионов УЕФА         | Группа E                       | Панатинаикос         | 2:2    | 1:2      | 4-е        |  |
| 2005/06 | Лига чемпионов УЕФА         | Третий отборочный раунд        | Стяуа                | 3:2    | 1:1      | 4:3        |  |
| 2005/06 | Лига чемпионов УЕФА         | Группа F                       | Олимпик Лион         | 0:1    | 1:2      | 3-е        |  |
| 2005/06 | Лига чемпионов УЕФА         | Группа F                       | Реал Мадрид          | 0:2    | 1:4      | 3-е        |  |
| 2005/06 | Лига чемпионов УЕФА         | Группа F                       | Олимпиакос           | 1:1    | 3:1      | 3-е        |  |
| 2005/06 | Кубок УЕФА                  | 1/16 финала                    | Зенит                | 0:2    | 1:2      | 1:4        |  |
| 2007/08 | Лига чемпионов УЕФА         | Второй отборочный раунд        | Астана-1964          | 7:1    | 3:1      | 10:2       |  |
| 2007/08 | Лига чемпионов УЕФА         | Третий отборочный раунд        | Тампере Юнайтед      | 2:0    | 3:0      | 5:0        |  |
| 2007/08 | Лига чемпионов УЕФА         | Группа В                       | Челси                | 0:4    | 1:1      | 3-е        |  |
| 2007/08 | Лига чемпионов УЕФА         | Группа В                       | Шальке 04            | 0:2    | 1:3      | 3-е        |  |
| 2007/08 | Лига чемпионов УЕФА         | Группа В                       | Валенсия             | 2:0    | 2:0      | 3-е        |  |
| 2007/08 | Кубок УЕФА                  | 1/16 финала                    | Фиорентина           | 0:1    | 1:2      | 1:3        |  |
| 2008    | Кубок Интертото             | Второй раунд                   | Экранас              | 4:0    | 3:1      | 7:1        |  |
| 2008    | Кубок Интертото             | Третий раунд                   | НАК Бреда            | 2:0    | 0:1      | 2:1        |  |
| 2008/09 | Кубок УЕФА                  | Второй отборочный раунд        | Юргорден             | 5:0    | 1:2      | 6:2        |  |
| 2008/09 | Кубок УЕФА                  | Первый раунд                   | Брондбю              | 3:2    | 2:1      | 5:3        |  |
| 2008/09 | Кубок УЕФА                  | Группа G                       | Сент-Этьен           | -      | 0:3      | 5-е        |  |
| 2008/09 | Кубок УЕФА                  | Группа G                       | Валенсия             | 0:4    | -        | 5-е        |  |
| 2008/09 | Кубок УЕФА                  | Группа G                       | Копенгаген           | -      | 1:1      | 5-е        |  |
| 2008/09 | Кубок УЕФА                  | Группа G                       | Брюгге               | 0:0    | -        | 5-е        |  |
| 2009/10 | Лига Европы УЕФА            | Первый отборочный раунд        | НСИ                  | 3:1    | 3:0      | 6:1        |  |
| 2009/10 | Лига Европы УЕФА            | Второй отборочный раунд        | Карабах              | 0:0    | 0:1      | 0:1        |  |
| 2010/11 | Лига чемпионов УЕФА         | Второй отборочный раунд        | Линфилд              | 2:0    | 0:0      | 2:0        |  |
| 2010/11 | Лига чемпионов УЕФА         | Третий отборочный раунд        | АИК                  | 3:0    | 1:0      | 4:0        |  |
| 2010/11 | Лига чемпионов УЕФА         | Плей-офф раунд                 | Копенгаген           | 2:1    | 0:1      | 2:2(г)     |  |
| 2010/11 | Лига Европы УЕФА            | Группа B                       | Байер 04             | 0:1    | 0:4      | 4-е        |  |
| 2010/11 | Лига Европы УЕФА            | Группа B                       | Арис Салоники        | 2:1    | 0:2      | 4-е        |  |
| 2010/11 | Лига Европы УЕФА            | Группа B                       | Атлетико Мадрид      | 1:2    | 0:3      | 4-е        |  |
| 2011/12 | Лига чемпионов УЕФА         | Второй отборочный раунд        | Брейдаблик           | 5:0    | 0:2      | 5:2        |  |
| 2011/12 | Лига чемпионов УЕФА         | Третий отборочный раунд        | Виктория (Пльзень)   | 0:1    | 2:3      | 2:4        |  |
| 2011/12 | Лига Европы УЕФА            | Плей-офф раунд                 | АЕК (Ларнака)        | 0:0    | 1:2      | 1:2        |  |
| 2012/13 | Лига Европы УЕФА            | Первый отборочный раунд        | Крусейдерс           | 1:0    | 3:0      | 4:0        |  |
| 2012/13 | Лига Европы УЕФА            | Второй отборочный раунд        | Ордабасы             | 2:2    | 2:1      | 4:3        |  |
| 2012/13 | Лига Европы УЕФА            | Третий отборочный раунд        | Серветт              | 0:0    | 1:1      | 1:1(г)     |  |
| 2012/13 | Лига Европы УЕФА            | Плей-офф раунд                 | Легия                | 2:1    | 1:1      | 3:2        |  |
| 2012/13 | Лига Европы УЕФА            | Группа К                       | Металлист            | 1:2    | 1:3      | 3-е        |  |
| 2012/13 | Лига Европы УЕФА            | Группа К                       | Байер 04             | 0:1    | 0:1      | 3-е        |  |
| 2012/13 | Лига Европы УЕФА            | Группа К                       | Рапид (Вена)         | 3:2    | 2:1      | 3-е        |  |
| 2013/14 | Лига Европы УЕФА            | Первый отборочный раунд        | Крусейдерс           | 7:2    | 2:1      | 9:3        |  |
| 2013/14 | Лига Европы УЕФА            | Второй отборочный раунд        | Сент-Джонстон        | 0:1    | 1:1      | 1:2        |  |
| 2014/15 | Лига Европы УЕФА            | Первый отборочный раунд        | Елгава               | 4:0    | 2:0      | 6:0        |  |
| 2014/15 | Лига Европы УЕФА            | Второй отборочный раунд        | Слайго Роверс        | 1:2    | 3:1      | 4:3        |  |
| 2014/15 | Лига Европы УЕФА            | Третий отборочный раунд        | Карабюкспор          | 1:1    | 0:0      | 1:1(г)     |  |
| 2015/16 | Лига Европы УЕФА            | Первый отборочный раунд        | Викингур (Лайрвуйк)  | 0:0    | 2:0      | 2:0        |  |
| 2015/16 | Лига Европы УЕФА            | Второй отборочный раунд        | Рейкьявик            | 3:0    | 1:0      | 4:0        |  |
| 2015/16 | Лига Европы УЕФА            | Третий отборочный раунд        | Дебрецен             | 3:1    | 3:2      | 6:3        |  |
| 2015/16 | Лига Европы УЕФА            | Плей-офф раунд                 | Стяуа                | 0:1    | 3:0      | 3:1        |  |
| 2015/16 | Лига Европы УЕФА            | Группа G                       | Лацио                | 0:2    | 1:3      | 4-е        |  |
| 2015/16 | Лига Европы УЕФА            | Группа G                       | Сент-Этьен           | 1:1    | 2:2      | 4-е        |  |
| 2015/16 | Лига Европы УЕФА            | Группа G                       | Днепр                | 0:1    | 0:3      | 4-е        |  |
| 2016/17 | Лига чемпионов УЕФА         | Второй отборочный раунд        | Норрчёпинг           | 3:1    | 2:3      | 5:4        |  |
| 2016/17 | Лига чемпионов УЕФА         | Третий отборочный раунд        | АПОЭЛ                | 2:1    | 0:3      | 2:4        |  |
| 2016/17 | Лига Европы УЕФА            | Плей-офф раунд                 | Аустрия (Вена)       | 1:2    | 1:2      | 2:4        |  |
| 2017/18 | Лига чемпионов УЕФА         | Второй отборочный раунд        | Дандолк              | 2:1(д) | 1:1      | 3:2        |  |
| 2017/18 | Лига чемпионов УЕФА         | Третий отборочный раунд        | Селтик               | 0:1    | 0:0      | 0:1        |  |
| 2017/18 | Лига Европы УЕФА            | Плей-офф раунд                 | Аякс (Амстердам)     | 3:2    | 1:0      | 4:2        |  |
| 2017/18 | Лига Европы УЕФА            | Группа L                       | Зенит                | 1:1    | 1:3      | 3-е        |  |
| 2017/18 | Лига Европы УЕФА            | Группа L                       | Реал Сосьедад        | 0:1    | 0:4      | 3-е        |  |
| 2017/18 | Лига Европы УЕФА            | Группа L                       | Вардар               | 3:1    | 1:1      | 3-е        |  |
| 2018/19 | Лига чемпионов УЕФА         | Первый отборочный раунд        | Валюр                | 3:1    | 0:1      | 3:2        |  |
| 2018/19 | Лига чемпионов УЕФА         | Второй отборочный раунд        | Селтик               | 0:0    | 1:3      | 1:3        |  |
| 2018/19 | Лига Европы УЕФА            | Третий отборочный раунд        | Корк Сити            | 3:0    | 2:0      | 5:0        |  |
| 2018/19 | Лига Европы УЕФА            | Плей-офф раунд                 | Шкендия              | 3:1    | 2:0      | 5:1        |  |
| 2018/19 | Лига Европы УЕФА            | Группа B                       | Зальцбург            | 2:5    | 0:3      | 4-е        |  |
| 2018/19 | Лига Европы УЕФА            | Группа B                       | РБ Лейпциг           | 1:3    | 1:1      | 4-е        |  |
| 2018/19 | Лига Европы УЕФА            | Группа B                       | Селтик               | 0:1    | 0:1      | 4-е        |  |
| 2019/20 | Лига чемпионов УЕФА         | Первый отборочный раунд        | Линфилд              | 4:0    | 2:0      | 6:0        |  |
| 2019/20 | Лига чемпионов УЕФА         | Второй отборочный раунд        | БАТЭ                 | 2:0    | 1:2      | 3:2        |  |
| 2019/20 | Лига чемпионов УЕФА         | Третий отборочный раунд        | Марибор              | 3:1    | 3:1      | 6:2        |  |
| 2019/20 | Лига чемпионов УЕФА         | Плей-офф раунд                 | Динамо (Загреб)      | 1:1    | 0:2      | 1:3        |  |
| 2019/20 | Лига Европы УЕФА            | Группа D                       | Спортинг             | 0:2    | 0:1      | 4-е        |  |
| 2019/20 | Лига Европы УЕФА            | Группа D                       | ПСВ                  | 1:4    | 1:1      | 4-е        |  |
| 2019/20 | Лига Европы УЕФА            | Группа D                       | ЛАСК                 | 1:2    | 0:1      | 4-е        |  |
| 2020/21 | Лига Европы УЕФА            | Первый отборочный раунд        | Брейдаблик           | 4:2    | ‒        | 4:2        |  |
| 2020/21 | Лига Европы УЕФА            | Второй отборочный раунд        | Вентспилс            | ‒      | 5:1      | 5:1        |  |
| 2020/21 | Лига Европы УЕФА            | Третий отборочный раунд        | Аланьяспор           | 1:0    | ‒        | 1:0        |  |
| 2020/21 | Лига Европы УЕФА            | Плей-офф раунд                 | ПСВ                  | 0:2    | ‒        | 0:2        |  |

## Рекорды
- Самая крупная домашняя победа: 10:0 против СК Бранн, 5 мая 1996
- Самая крупная гостевая победа: 7:0 против ФК Согндал, 3 августа 1999, также против ФК Стрёмсгодсет, 24 июля 1994
- Самое крупное домашнее поражение: 1:6 против Стабека, 19 октября 2003
- Самое крупное гостевое поражение: 9:1 против Хиберниана, 2 октября 1974
- Рекорд посещаемости, стадион «Леркендал»: 28,569 против Лиллестрёма, 12 октября 1985
- Наибольшая средняя посещаемость за сезон: 19,903, 2007
- Наибольшее число игр за карьеру: 613, Роар Странн 1989—2010
- Наибольшее число игр в лиге: 416, Роар Странн 1989—2010
- Наибольшее число голов за карьеру: 256, Харальд Братбакк 1990—2006
- Наибольшее число голов в лиге: 160, Харальд Братбакк 1990—2006
- Наибольшее число голов за сезон: 30, Одд Иверсен 1968
- Наибольшее число голов в одном матче лиги: 6, Одд Иверсен против ФК Волеренга, 20 октября 1968